# Okręg wyborczy East Retford
Okręg wyborczy East Retford powstał w 1572 r. i wysyłał do angielskiej, a następnie brytyjskiej, Izby Gmin dwóch deputowanych. Okręg obejmował miasto Retford w hrabstwie Nottinghamshire. Został zlikwidowany w 1885 r.

## Deputowani do brytyjskiej Izby Gmin z okręgu East Retford

### Deputowani w latach 1572–1660
- 1584–1587: Denzil Holles of Irby
- 1604–1611: John Thornhagh
- 1604–1611: Thomas Darrel
- 1621–1622: Nathaniel Rich
- 1621–1622: Edward Wortley
- 1623–1626: John Holles
- 1624–1626: Francis Wortley
- 1628–1629: Edward Osborne
- 1628–1629: Henry Stanhope, lord Stanhope
- 1640–1644: Charles Cavendish, wicehrabia Mansfield
- 1640–1644: Gervase Clifton
- 1646–1648: Francis Thornhagh
- 1646–1648: William Lister
- 1648–1653: Edward Neville
- 1659: Edward Neville
- 1659: Thomas Bristow

### Deputowani w latach 1660–1885
- 1660–1685: William Hickman
- 1660–1661: Wentworth Fitzgerald, 17. hrabia Kildare
- 1661–1670: Clifford Clifton
- 1670–1679: Edward Dering
- 1679–1689: Edward Nevill
- 1685–1689: John Millington
- 1689–1690: Evelyn Pierrepont
- 1689–1702: John Thornhagh
- 1690–1698: Richard Taylor
- 1698–1701: Willoughby Hickman
- 1701–1701: Thomas White
- 1701–1701: Willoughby Hickman
- 1701–1702: Thomas White
- 1702–1706: Willoughby Hickman
- 1702–1706: William Levinz
- 1706–1708: Hardolph Wastneys
- 1706–1708: Robert Molesworth
- 1708–1710: William Levinz
- 1708–1711: Thomas White
- 1710–1711: Thomas Westby
- 1711–1713: Willoughby Hickman
- 1711–1713: Bryan Cooke
- 1713–1715: Francis Lewis
- 1713–1722: John Digby
- 1715–1733: Thomas White
- 1722–1727: Patrick Chaworth
- 1727–1741: Robert Clifton
- 1733–1768: John White
- 1741–1751: William Mellish
- 1751–1768: John Shelley
- 1768–1780: Cecil Wray, wigowie
- 1768–1774: John Offley
- 1774–1775: lord Thomas Pelham-Clinton
- 1775–1778: William Hanger
- 1778–1781: lord John Pelham-Clinton
- 1780–1790: Wharton Amcotts
- 1781–1794: Thomas Pelham-Clinton, hrabia Lincoln
- 1790–1796: John Ingilby
- 1794–1796: William Henry Clinton
- 1796–1802: William Petrie
- 1796–1802: Wharton Amcotts
- 1802–1806: Robert Craufurd
- 1802–1806: John Jaffray
- 1806–1812: Charles Craufurd
- 1806–1807: Thomas Hughan
- 1807–1812: William Ingilby
- 1812–1818: George Osbaldston
- 1812–1818: Charles Marsh
- 1818–1826: William Evans
- 1818–1826: Samuel Crompton
- 1826–1830: William Battie-Wrightson, wigowie
- 1826–1830: Robert Lawrence Dundas, wigowie
- 1830–1835: Charles Pierrepont, wicehrabia Newark, wigowie
- 1830–1831: Arthur Duncombe, torysi
- 1831–1847: Granville Harcourt-Vernon, wigowie, od 1837 r. Partia Konserwatywna
- 1835–1852: Arthur Duncombe, Partia Konserwatywna
- 1847–1876: George Monckton-Arundell, 6. wicehrabia Galway, Partia Konserwatywna
- 1852–1857: William Duncombe, Partia Konserwatywna
- 1857–1885: Francis Foljambe, Partia Liberalna
- 1876–1880: William Beckett Denison, Partia Konserwatywna
- 1880–1885: Frederick Mappin, Partia Liberalna